# Rahuri
Rahuri é uma cidade  no distrito de Ahmadnagar, no estado indiano de Maharashtra.

## Geografia
Rahuri está localizada a 19° 23′ N, 74° 39′ L. Tem uma altitude média de 511 metros (1676 pés).

## Demografia
Segundo o censo de 2001, Rahuri tinha uma população de 34,465 habitantes. Os indivíduos do sexo masculino constituem 52% da população e os do sexo feminino 48%. Rahuri tem uma taxa de literacia de 70%, superior à média nacional de 59.5%: a literacia no sexo masculino é de 77% e no sexo feminino é de 63%. Em Rahuri, 13% da população está abaixo dos 6 anos de idade.